# Partido Popular de Taiwán
El Partido Popular de Taiwán, fundado en 1927, fue nominalmente el primer partido político de Taiwán, anterior a la fundación del Partido Comunista de Taiwán por nueve meses. Inicialmente un partido con miembros que tenían puntos de vista moderados y conservadores, en el momento de su prohibición, el 18 de febrero de 1931, se había convertido en un partido sólidamente izquierdista y orientado a los trabajadores. En un ambiente político cada vez más dominado por el ascenso del fascismo japonés, el partido nunca participó en la política electoral.
El partido surgió del conflicto dentro de la Asociación cultural de Taiwán. A fines de la década de 1920, esa organización se había vuelto en gran parte dominada por los socialistas. Un grupo de sus fundadores se reunió durante la primera mitad de 1927 para planificar una organización alternativa más moderada. Después de que varias de sus propuestas fueran rechazadas por las autoridades japonesas, finalmente se decidieron por el "Partido Popular de Taiwán" y un programa de partido muy diluido y vagamente redactado. Específicamente, el nuevo partido rechazó oficialmente cualquier ambición de promover la "lucha nacional" y declaró su intención de utilizar medios legales para "afirmar la política democrática", establecer una "organización económica razonable" y reformar "defectos en las instituciones sociales". En términos de política, abogó por los derechos de los taiwaneses a publicar periódicos, la necesidad de enseñar taiwanés en las escuelas públicas, la abolición de un sistema de informantes conocido como "Baojia Zhidu", la eliminación de la necesidad de pasaportes cuando se viaja a China continental y la reforma de las asociaciones de agricultores y los monopolios gubernamentales.
El partido creció rápidamente; a fines de 1927 tenía 15 sucursales y 456 miembros, entre ellos muchas élites prominentes, incluidos terratenientes, abogados y médicos. Sin embargo, la vaga carta del partido pronto presentó problemas: por un lado, la carta aparentemente había logrado aplacar a las cautelosas autoridades; por el otro, la vaga redacción tuvo el efecto de ocultar algunas de las diferencias ideológicas que dividen a los partidarios más poderosos. Durante la corta existencia del partido, su política interna estuvo dominada por la lucha entre la izquierda, encabezada por Chiang Wei-shui, y la derecha, representada por Peng Hua-ying, para definir los valores centrales del partido, particularmente su posición sobre "la cuestión de clase". Mientras que la facción de Chiang buscaba definir al partido como representante de los intereses de los trabajadores y campesinos, la facción de Peng adoptó la posición moderada de "trabajar para mejorar su calidad de vida". Después de que Chiang estableciera la Unión de campesinos de Taiwán como afiliado del partido en febrero de 1928, Peng renunció en protesta. En agosto de 1930, varios conservadores abandonaron el partido para formar la Unión de Gobierno Autónomo Local de Taiwán, dirigido por Lin Hsien-tang y Tsai Pei-huo.
Para el tercer congreso del partido más tarde ese año, Chiang había ganado el control del comité ejecutivo. Su propuesta de revisión de los estatutos del partido fue aprobada al año siguiente. Amonestó a los miembros "burgueses" y "reaccionarios" por no prestar atención al clima internacional, que había "reforzado la conciencia de lucha en las masas de la isla". La carta revisada caracterizó al partido como uno que trabaja por la libertad política y los intereses de los trabajadores, campesinos, el proletariado urbano y todos los oprimidos similares. Chiang creía que había llegado el momento de una estrategia que combinara movimientos de clase y nacionales (anticoloniales).
En su mayor parte, el partido no fue eficaz en el logro de sus objetivos. El 7 de julio de 1927 presentó una "Declaración de recomendaciones", entregada al primer ministro Hamaguchi Osachi, que exigía la autonomía local de la isla e instaba a la libertad de expresión. Al año siguiente exigió que el gobernador colonial instituyera el voto popular proporcionalmente representativo para algunos cabildos. Su singular triunfo fue obligar a las autoridades a destinar presupuesto para establecer centros de tratamiento para adictos al opio. El partido logró ejercer presión internacional al presentar quejas ante la Sociedad de Naciones (de la cual Japón siguió siendo miembro hasta principios de la década de 1930), que luego envió a un representante a investigar.
A medida que el gobierno civil dio paso a una nueva fase más dura de militarismo devorador en Taiwán y en otras partes de las colonias japonesas, el destino del partido quedó sellado. Irónicamente, el resultado fue esencialmente el que había predicho Peng Hua-ying en su objeción a la visión más radical de Chiang: tan pronto como el cuarto congreso del partido aprobó la carta revisada, las autoridades procedieron a prohibir la organización. Chiang Wei-shui y otros líderes del partido fueron arrestados. En su declaración, las autoridades acusaron a los "miembros nacionalistas de izquierda" de controlar el partido y trabajar en secreto por la independencia de la colonia, además de alertar a la comunidad internacional sobre el uso de la guerra química por parte de Japón para reprimir la Rebelión de Wushe de 1930 . El propio Chiang llegó a estar desilusionado con los medios políticos legítimos de reforma. Después de su muerte en agosto de 1931 a causa de la fiebre tifoidea, el partido cayó en desorden y luego se disolvió.